# Hawaii
Hawaii (hawaii nyelven: Mokuʻāina o Hawaiʻi), az Amerikai Egyesült Államok egyik exklávé tagállama. (A másik Alaszka.) Az 50. tagállam, 1959. augusztus 21-e óta. Földrajzilag elkülönül az ország törzsterületétől, de még az amerikai kontinenstől is, és lényegében egy Polinéziához (Óceánia) tartozó szigetcsoport a Csendes-óceánon. Fővárosa és egyben legnagyobb települése Honolulu.
Változatos természeti környezete, meleg trópusi éghajlata, nyilvános strandokban való bősége és aktív vulkánjai miatt a turisták, szörfösök, biológusok és vulkanológusok számára egyaránt népszerű célpont.

## A szó etimológiája
A Hawaii szót a proto-polinéziai Sawaiki szóból származtatják, melynek jelentése „anyaföld”. A szó más polinéziai nyelvekben is megtalálható, úgymint a maori Hawaiki, a rarotongai Avaiki, és a szamoai Savaii. Polinézia más területein Hawaii az alvilág vagy az őshaza neve. Jelentése Hawaiin: az Istenség levegője és vize. (Ha – levegő, wai – víz, I – Istenség).

## Történelme

### Korai történelem

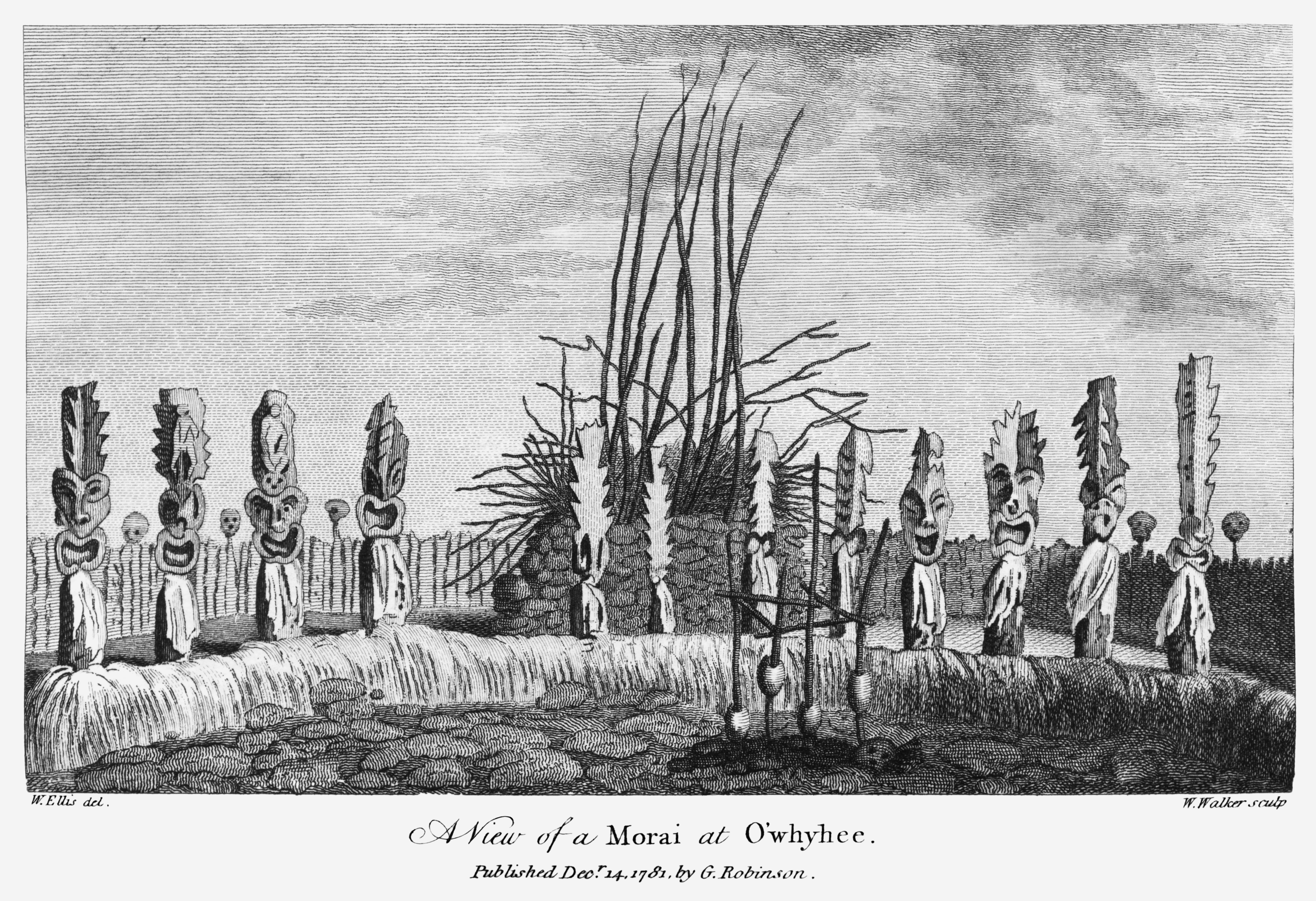
Őslakos hawaii vallási helyszín (heiau)

Hawaii a polinézek nagy vándorlási hullámának részeként népesült be, a pontos dátum sokáig vita tárgyát képezte, de a régészeti leleteken alapuló friss kutatási eredmények azt mutatják hogy az első lakosok valamikor 1000 és 1200 között érkezhettek a szigetcsoportra a Marquises-szigetekről. A hawaii őslakosok nem rendelkeztek írásbeliséggel, nem ismerték a fémmegmunkálást és a kerámiakészítést, de kéttörzsű hajóikon nagy távolságokat tudtak megtenni az óceánon és fejlett navigációval rendelkeztek. A bennszülött hagyományok szerint történelmük fontos állomása volt a Tahitiről származó hódítók érkezése, akik átvették a hatalmat a szigetcsoport fölött, de ezt régészeti bizonyítékok nem támasztják alá. A hawaii társadalom az indiaihoz hasonló kasztrendszeren alapult, a legmagasabb társadalmi réteget a nemesség (aliʻi) alkotta, aminek legerősebb családjai állandóan harcban álltak egymással. Vallásgyakorlásuk központjai a heiau elnevezésű templomok voltak, ahol emberáldozatokat is bemutattak. Az őslakos kultúra gazdag mítoszokban és legendákban.

### Az európaiak érkezése

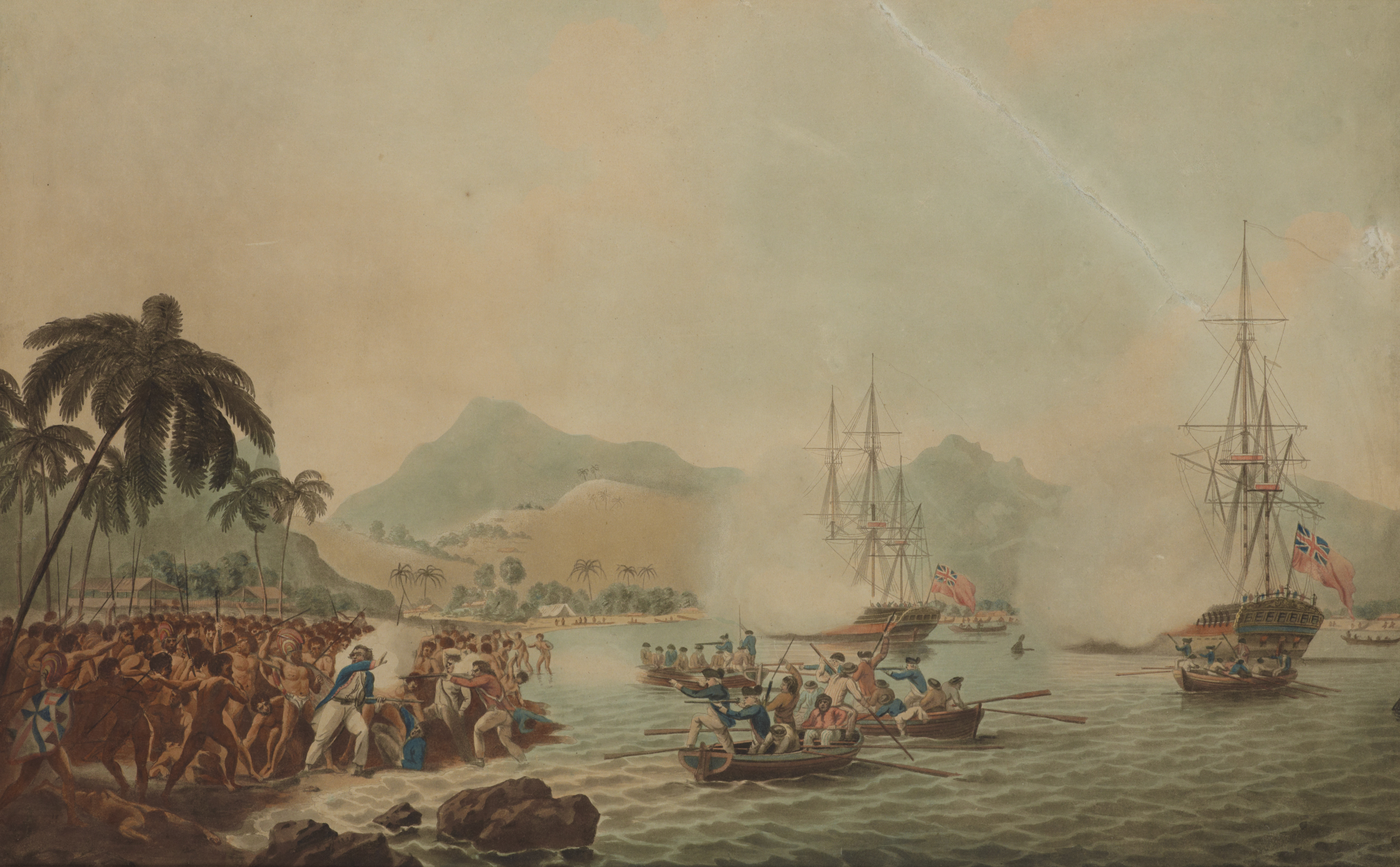
Cook kapitány halála

A szigetcsoportot az egyik legismertebb brit felfedező, James Cook fedezte fel, aki  1778 január 20-án ért partot Kauai szigetén. A hajós a földdarabokat megbízójának, Lord Sandwichnek a tiszteletére  Sandwich-szigeteknek (angolul: Sandwich Islands) nevezte el. A bennszülöttek először Lono isten reinkarnációjaként tisztelték a felfedezőt, de később, egy lopott dereglye miatt támadt félreértést követő összetűzésben megölték és feldarabolták a brit kapitányt.

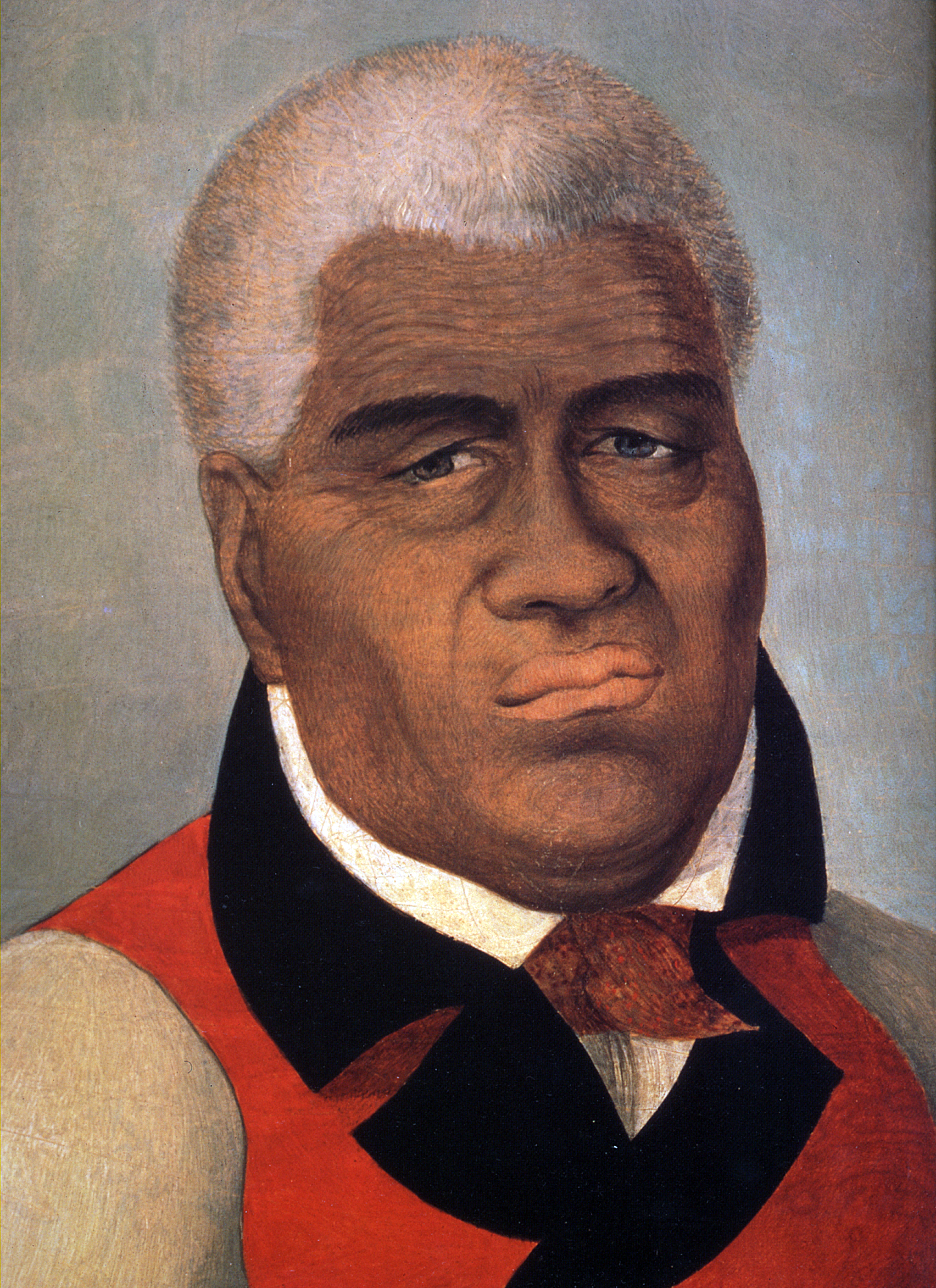
I. Kamehameha király, Hawaii első uralkodója

A következő évtizedek során gyakorivá váltak az európai és amerikai látogatások a szigeteken, először felfedezők, majd kereskedők és bálnavadászok érkeztek. Az utazók betegségeket hurcoltak be az elzárt területre, az influenza, a himlő és a kanyaró pusztításának következményeként az őslakos népesség 1820-ra 71%-kal csökkent. 1830-ban kínai munkások behurcolták a leprát, ami szintén rengeteg halálos áldozatot követelt. A járványt izolált lepratelepek létrehozásával igyekeztek megállítani, ezek közül a legismertebb Kalaupapa volt Molokai szigetén. Itt végezték munkájukat a szigetcsoport leghíresebb szentjei, Molokai Szent Damján belga szerzetes és Szent Marianne Cope német apáca is, akik a leprásokhoz költözve gondozták a betegeket halálukig.
A területre érkező európai fegyvereket felhasználva Hawaii-sziget egyik jelentős őslakos nemesi családjának tagja, a kiemelkedően tehetséges politikus és hadvezér, I. (Nagy) Kamehameha király (1782-1819) hadjáratok sorozatában legyőzte riválisait és 1795-ben kiterjesztette hatalmát az egész szigetcsoportra, létrehozva a Hawaii Királyságot. Az általa alapított Kamehameha-ház egészen 1872-ig uralta az országot. Utódja, II. Kamehameha (1819-1824) uralkodása alatt amerikai protestáns misszionáriusok érkeztek a szigetcsoportra és keresztény hitre térítették a bennszülötteket, ennek köszönhetően az őslakos szokások és kultúra háttérbe szorultak. Ezzel párhuzamosan elterjedt az írásbeliség használata és iskolák, templomok, valamint európai ültetvények alapultak. A királyt testvére, III. Kamehameha (1825-1854) követte a trónon, aki 1840-ben kiadta az ország alkotmányát és sikerült elismertetnie a királyság függetlenségét Nagy Britanniával, Franciaországgal és az Egyesült Államokkal.

### Az Egyesült Államok befolyásának növekedése

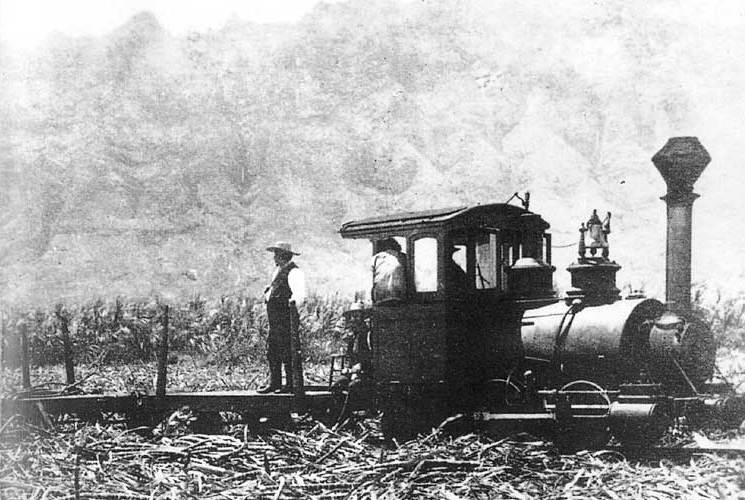
Cukornádültetvény Hawaiion 1882-ben

A misszionáriusok érkezésével párhuzamosan egy kisszámú, de befolyásos fehér telepes elit alakult ki a szigeteken. Ez a csoport elérte, hogy III. Kamehameha földosztást hajtson végre (Nagy Māhele, 1848) és törvénybe foglalja a Hawaiion addig nem létező magántulajdont. Ennek a folyamatnak az eredményeként az addigi feudális rendszer helyét átvette a nagybirtokos gazdálkodás. Mind a britek, a franciák és az amerikaiak megpróbáltak minél nagyobb befolyást szerezni a szigetország belügyeibe. Ebben az amerikaiak voltak a legsikeresebbek, akik 1875-ben megkötötték Hawaiial a Kölcsönösségi Szerződést, amely gyakorlatilag egy szabadkereskedelmi megállapodás volt a két ország között, Hawaii vámmentesen exportálhatott cukrot Amerikába, az Egyesült Államok pedig különleges gazdasági kiváltságokat szerzett a területen és katonai bázist létesíthetett Pearl Harborban. Ez a lépés a fehér ültetvényesek további megerősödését hozta. Amikor V. Kamehameha király 1872-ben örökös nélkül halt meg, trónviszály robbant ki és brit, valamint amerikai csapatok szálltak partra, hogy fenntartsák a békét. A hatalomra jutó új uralkodó, David Kalākaua megkísérelte visszaállítani az őslakos hagyományokat és fényűző udvartartást tartott fent, ezért elveszítette a fehér elit támogatását. A telepesek egy helyi milícia, a  Honolulu lövészezred támogatásával új alkotmány aláírására kényszerítették a királyt, az 1887-es úgynevezett Bajonett Alkotmányban korlátozták a király hatalmát és szavazati jogot adtak a leggazdagabb, elsősorban fehérekből álló rétegnek.

### A függetlenség elvesztése

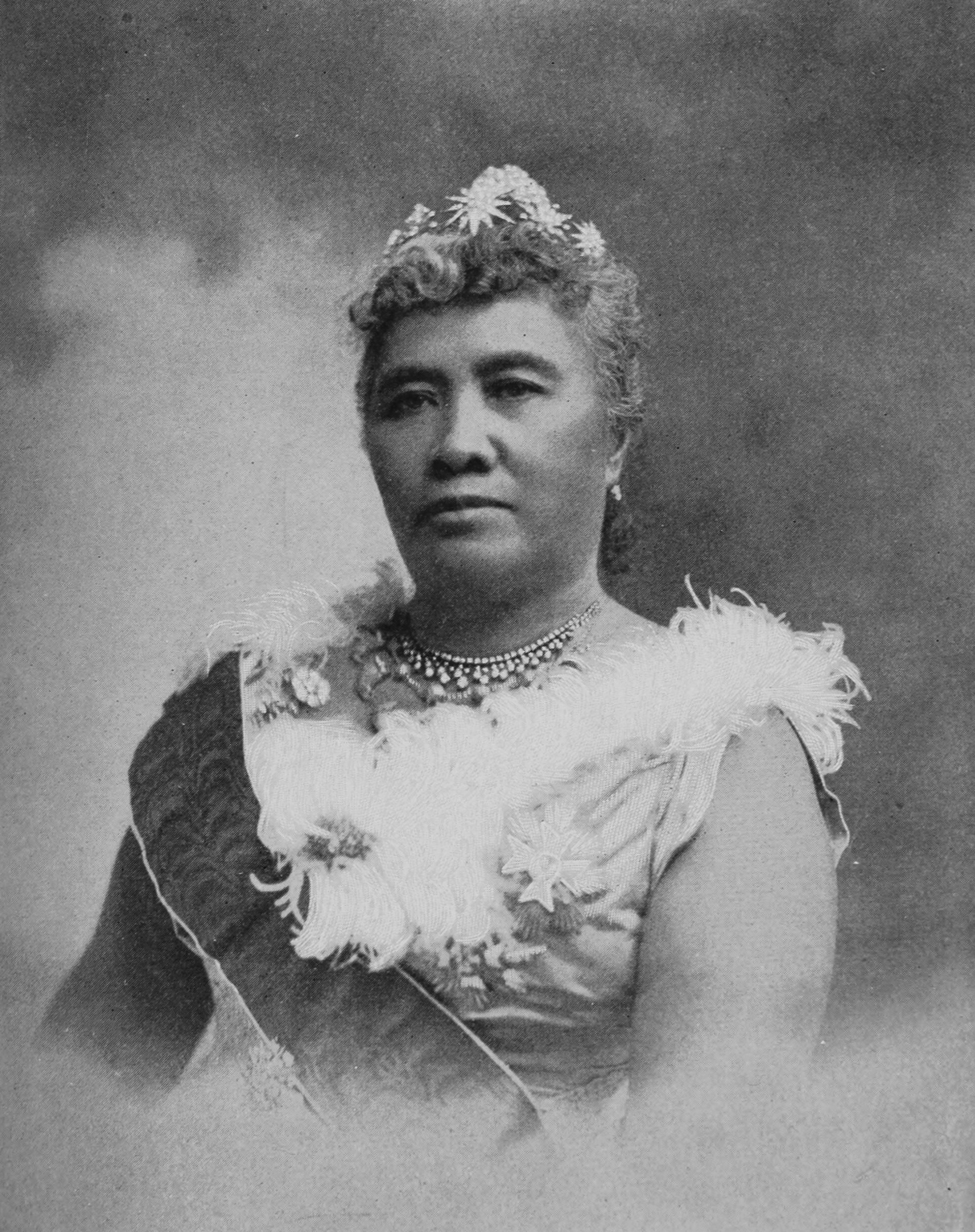
Liliuokalani királynő, az utolsó hawaii uralkodó

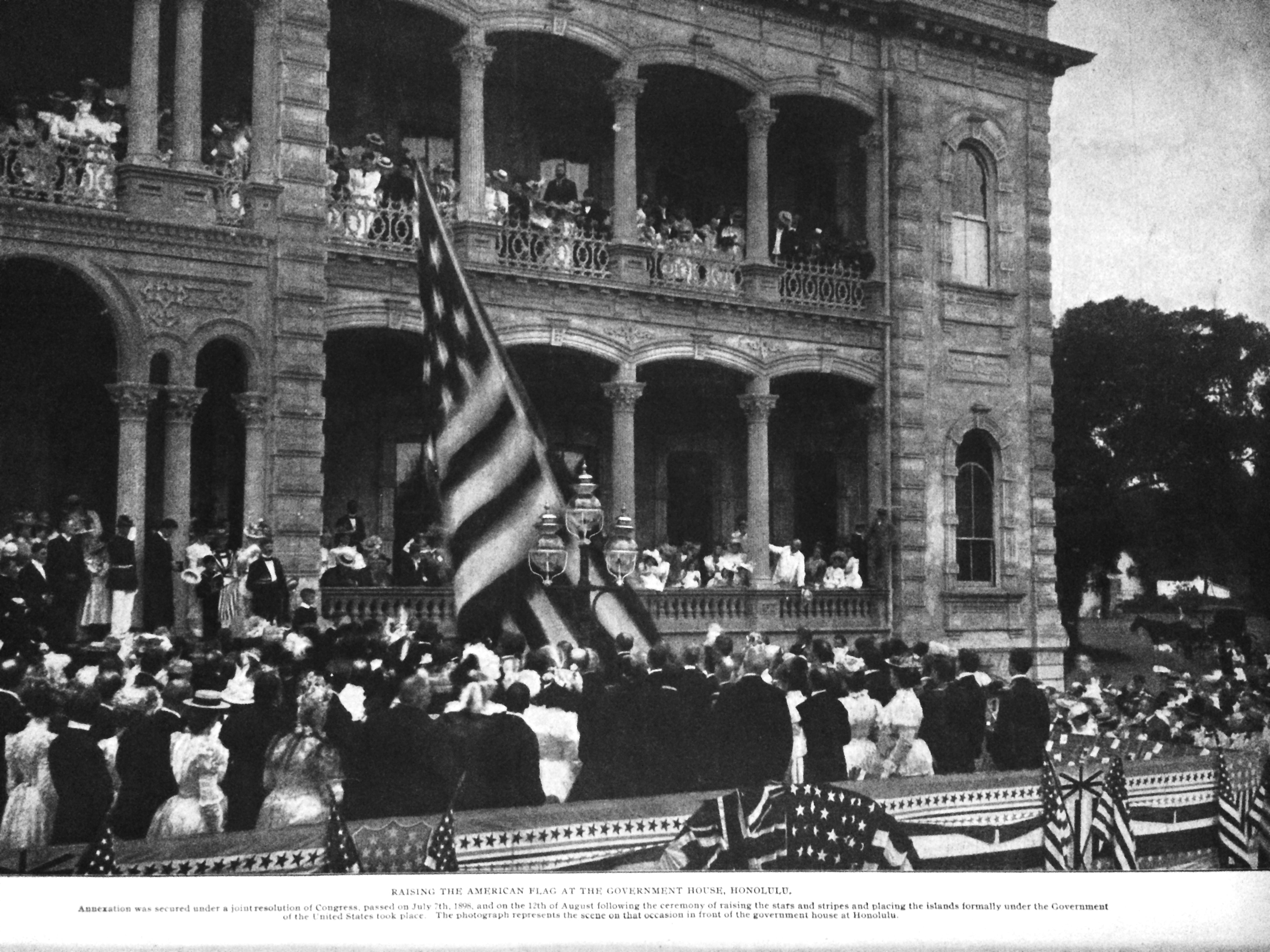
Az USA zászlajának felvonása Hawaii annektálásakor, 1899-ben

Az utolsó hawaii uralkodó, Liliuokalani királynő erős kézzel igyekezett visszaállítani országa lecsökkent szuverenitását, nem volt hajlandó megújítani a Kölcsönösségi Szerződést és érvényteleníteni szerette volna a Bajonett Alkotmányt is. Ezekkel a lépésekkel feldühítette a telepeseket és 1893-ban amerikai üzletemberek egy csoportja, az úgynevezett Biztonsági Bizottság tagjai a USS Boston hadihajó tengerészgyalogosainak segítségével megpuccsolták az uralkodót. Mivel ebben az időszakban Grover Cleveland elnök vezette az Egyesült Államokat, aki Liliuokalani személyes barátja volt, nem volt hajlandó annektálni a területet, így egy rövid életű oligarchikus egypártrendszerrel működő köztársaság jött létre Hawaii Köztársaság néven, amelyet már teljesen a telepesek irányítottak, kiszorítva az őslakosokat a hatalomból. A szigetcsoportot végül 1898-ban annektálta az Egyesült Államok és 1900-ban tengerentúli terület státuszt kapott Hawaii Terület néven William McKinley elnöksége alatt. A terület lakói adóztak a központi kormányzatnak, de nem rendelkeztek szavazati joggal az amerikai választásokon.
Hawaii az 1940-es évekig tartó időszakban gyors fejlődésen ment keresztül, az ültetvények területe növekedett és nagy mennyiségű cukrot és ananászt exportáltak az amerikai kontinensre. Ebben az időszakban a szigeteket gazdasági súlyukat kihasználva a cukorültetvények tulajdonosai, az úgynevezett „Big Five” (Nagy Öt) cégek mágnásai irányították a háttérből. Felgyorsult a népességnövekedés, elsősorban az ázsiai országokból és Puerto Ricoból az ültetvényekre dolgozni hozott munkásoknak köszönhetően, így az őslakosok kisebbségbe kerültek. A szigeteken kiépült a polgári és a katonai infrastruktúra, Pearl Harbor kikötője pedig az USA csendes-óceáni flottájának legfontosabb bázisává vált. 

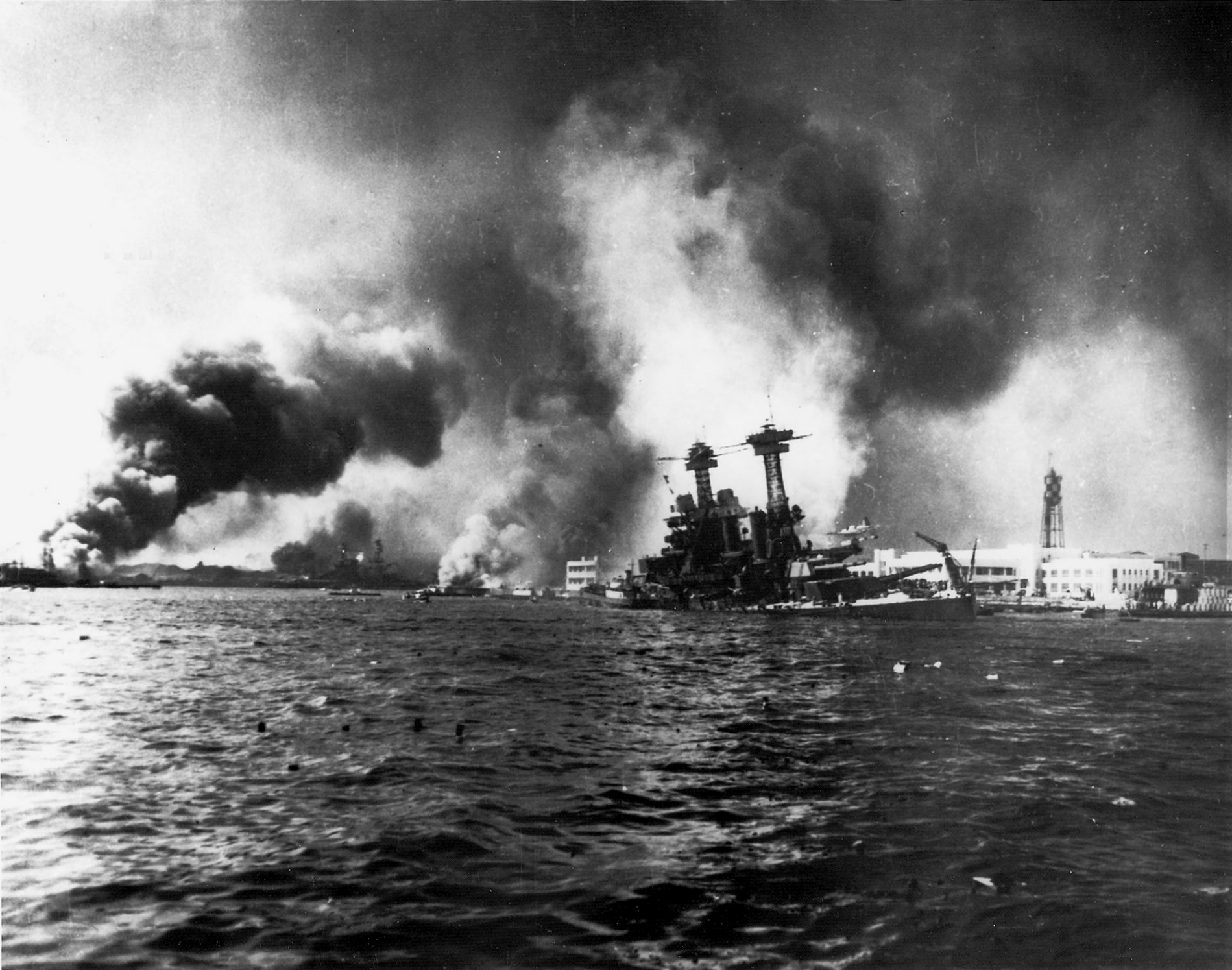
A Pearl Harbor elleni japán támadás

1941. december 7-én a Japán Birodalom meglepetésszerű támadást hajtott végre a pearl harbori haditengerészeti bázis ellen, amelynek során 20 hadihajót pusztítottak el vagy rongáltak meg és több mint 300 repülőgépet semmisítettek meg. A japánok az akció során több mint 2400 amerikait öltek meg, köztük civileket. A támadás hatására az Egyesült Államok hadat üzent Japánnak és belépett a második világháborúba. A háború során végig az amerikai propaganda meghatározó eleme maradt a Hawaii elleni támadás megbosszulása. Tódzsó Hideki japán miniszterelnök terveiben szerepelt, hogy japán uralom alá veti Hawaiit, Alaszkát és Washington államot.

### Az USA tagállamaként
Az 1950-es években a szavazati joghoz jutó bevándorlók által támogatott Hawaii Demokrata Párt megerősödött és tagállam státuszt követelt a szigetcsoportnak. Az ültetvényes elit a status quo mellett állt ki, ugyanis amíg Hawaii csak tengeren túli terület státusszal rendelkezett, könnyebben tudtak olcsó munkerőt hozni Ázsiából. 1959-ben népszavazást tartottak a terület státuszáról, amelyen a lakosok 94,3%-a a szövetségi állammá válás mellett tette le a voksát, a döntést csak 5,7% ellenezte.

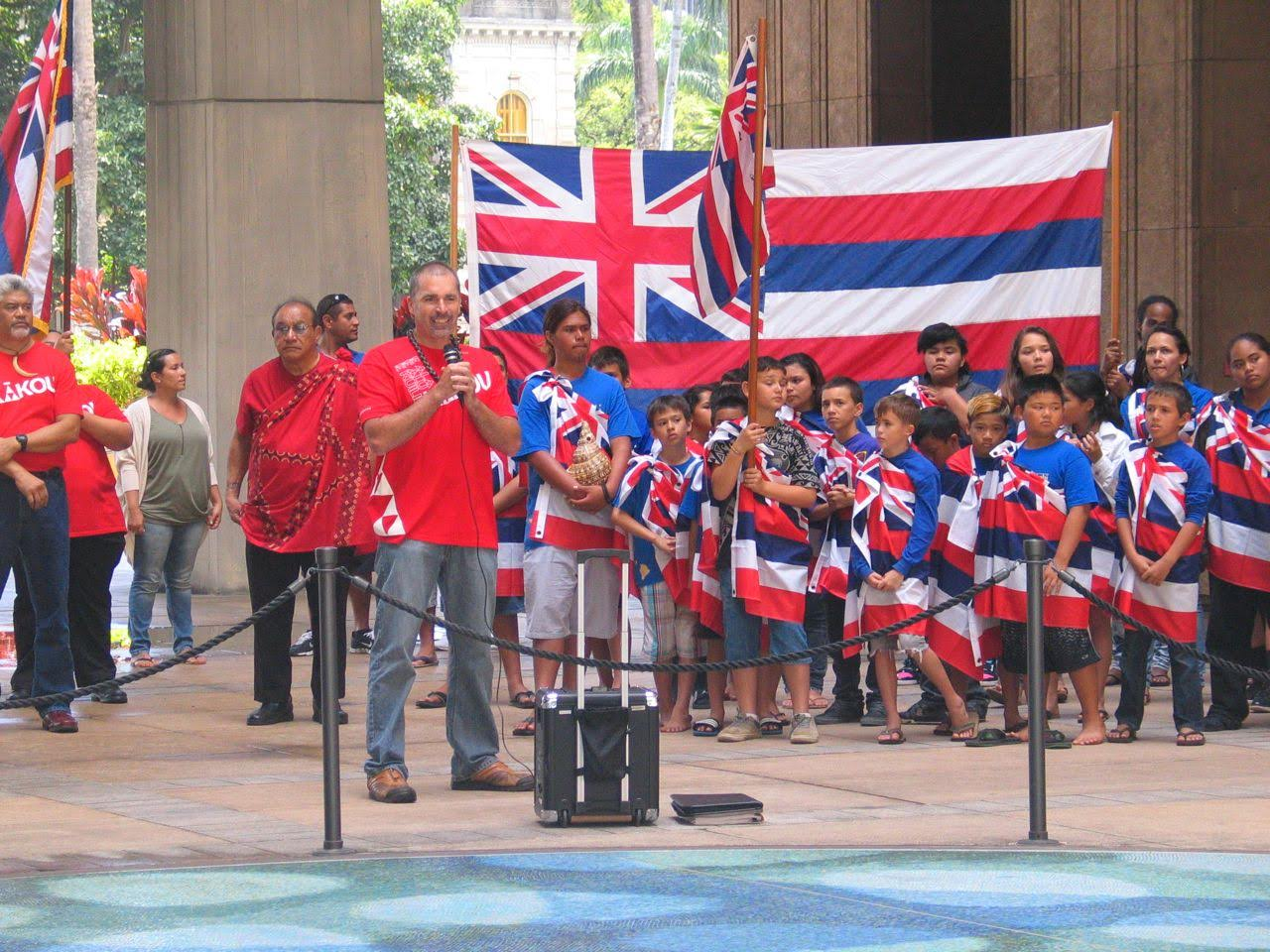
Hawaii őslakos tüntetők 2014-ben

Az USA tagállamaként Hawaii gazdasága tovább növekedett, megnőtt a turizmus szerepe és nagy mennyiségű tőke áramlott az államba elsőroban az USA-ból és Japánból. Ezzel párhuzamosan az 1990-es években problémák is jelentkeztek: miközben az árak megnőttek, a fizetések relatíve alacsonyak maradtak, így széles tömegek megélhetése került veszélybe. A gazdaságnak a következő évtizedben sikerült talpra állnia, elsősorban annak köszönhetően, hogy az egész világ egyik legfontosabb turisztikai és csillagászati központjává vált.
Komoly társadalmi problémát okozott az őslakosok helyzete is. A korábban bennszülött tulajdonban lévő földek legnagyobb része állami kézbe került, ezeknek a területeknek egy részén nemzeti parkok jöttek létre, máshol azonban beruházásokat hajtottak végre. Az építkezések ellen az őslakos szervezetek tiltakoztak és tüntettek, a megmozdulások a hawaii függetlenségi mozgalom megerősödéséhez vezettek. Bill Clinton amerikai elnök 1993-ban nyilvánosan bocsánatot kért az Amerikai Egyesült Államok nevében a hawaii őslakosokat ért atrocitásokért és a királyságuk erőszakos megpuccsolásáért. A bennszülött jogok egyik legfontosabb képviselője Israel Kamakawiwoʻole énekes volt, a Somewhere over the Rainbow/What a Wonderful Life című dal előadója. A feszültségek később sem csillapodtak, amikor 2019-ben a Harmincméteres Teleszkóp felépítését készítették elő a Mauna Kea vulkánon, a szentként tisztelt hegyen zajló építkezés ellen olyan erős tüntetéshullám kezdődött, hogy szükségállapotot kellett bevezetni az államban.

## Földrajz
Mintegy 3200 km-re fekszik délnyugatra Észak-Amerika partvidékétől, délkeletre Japántól, és északkeletre Ausztráliától. Az állam magában foglalja szinte az egész vulkanikus Hawaii-szigeteki hegyláncot, ami szigetek százaiból áll, 2400 km hosszan elterülve. A Hawaii-szigetek egy úgynevezett forrópont (köpenyhőoszlop) felett keletkeztek, ezért kizárólag vulkanikus kőzetekből állnak, mindegyikük közepén egy-egy vulkánnal. Az állandó helyzetű forrópont felett az óceáni kéreg fokozatosan elmozdult, így keletkeznek még ma is egymás közelében újabb és újabb vulkáni szigetek. A Hawaii sziget („nagy sziget”) és egyben a szigetcsoport legmagasabb pontja a Mauna Kea.

### Szigetek
A Hawaii-szigetek mindegyike vulkáni tevékenység során alakult ki.

| Fekvés                | Kép           | Név       | Terület    | Lakosság | Megye                      | Becenév                               |
| --------------------- | ------------- | --------- | ---------- | -------- | -------------------------- | ------------------------------------- |
| Niihau fekvése        | Niihau        | Niihau    | 178 km²    | 170      | Kauai megye                | The Forbidden Isle A tiltott sziget   |
| Kauai fekvése         | Kauai         | Kauai     | 1433 km²   | 66 921   | Kauai megye                | The Garden Isle A kert-sziget         |
| Oahu fekvése          | Oahu          | Oahu      | 1557 km²   | 953 207  | Honolulu megye             | The Gathering Place A gyülekezőhely   |
| Molokai fekvése       |               | Molokai   | 676 km²    | 7 345    | Kalawao megye / Maui megye | The Friendly Isle A barátságos sziget |
| Lanai fekvése         | Lanai         | Lanai     | 364 km²    | 3 135    | Maui megye                 | The Pineapple Isle Az ananász-sziget  |
| Kahoolawe fekvése     | Kahoolawe     | Kahoolawe | 117 km²    | 0        | Maui megye                 | The Target Isle A célsziget           |
| Maui fekvése          | Maui          | Maui      | 1883 km²   | 144 444  | Maui megye                 | The Valley Isle A völgy-sziget        |
| Hawaii sziget fekvése | Hawaii sziget | Hawaii    | 10 450 km² | 185 079  | Hawaii megye               | The Big Island A nagy sziget          |

Kaala egy kisebb sziget Niihau mellett, amit gyakran figyelmen kívül hagynak.
Az államhoz tartoznak még az Északnyugati Hawaii-szigetek is.

## Éghajlat
A Hawaii-szigetek éghajlata kellemes trópusi. Két évszak van: a száraz évszak májustól októberig, és az esős évszak októbertől áprilisig. A Csendes-óceán kiegyenlítő hatással van a szigetek évi átlaghőmérsékletére.
A téli átlaghőmérséklet 22-24 °C körüli, a nyári átlaghőmérséklet többnyire 28 °C feletti. A csapadékeloszlásra a szigetek magashegységeinek elhelyezkedése, valamint a Csendes-óceáni passzátszél északkeleti iránya van hatással. A szigetek nyugati és déli oldalai szélárnyékoltak, itt az évi csapadékmennyiség 500–1000 mm. Az északi és keleti oldalakra szabadon juthat be csapadék, itt az évi csapadékmennyiség 3000–4000 mm. Hó nem jellemző a trópusokon, de 4205 méter felett esik a Mauna Keán és a Mauna Loán néhány téli hónapban. A Hawaii-szigeteken nincs hőmérsékleti eltérés, így a természetes növényzet a csapadékmennyiségtől függően alakult ki. A szigetek nyugati és déli oldalain szavannák helyezkednek el, az északi és keleti oldalak növényzetét a kedvező csapadékmennyiségnek köszönhetően trópusi esőerdők alkotják.

## Élővilág
A Hawaii-szigeteken rengetegféle trópusi növény, zöldség, gyümölcs és virág található. Megtalálható a kókuszdió, a bambusz, valamint számos más trópusi égövi fa. A sokféle gyümölcs között gyakori a banán, az ananász, a mangó, ezenkívül is több száz fajta gyümölcs- és zöldségféle. A szigeteken számos különböző virágfajta található meg természetes környezetben, például: hibiszkusz, orchideafélék.

## Népesség

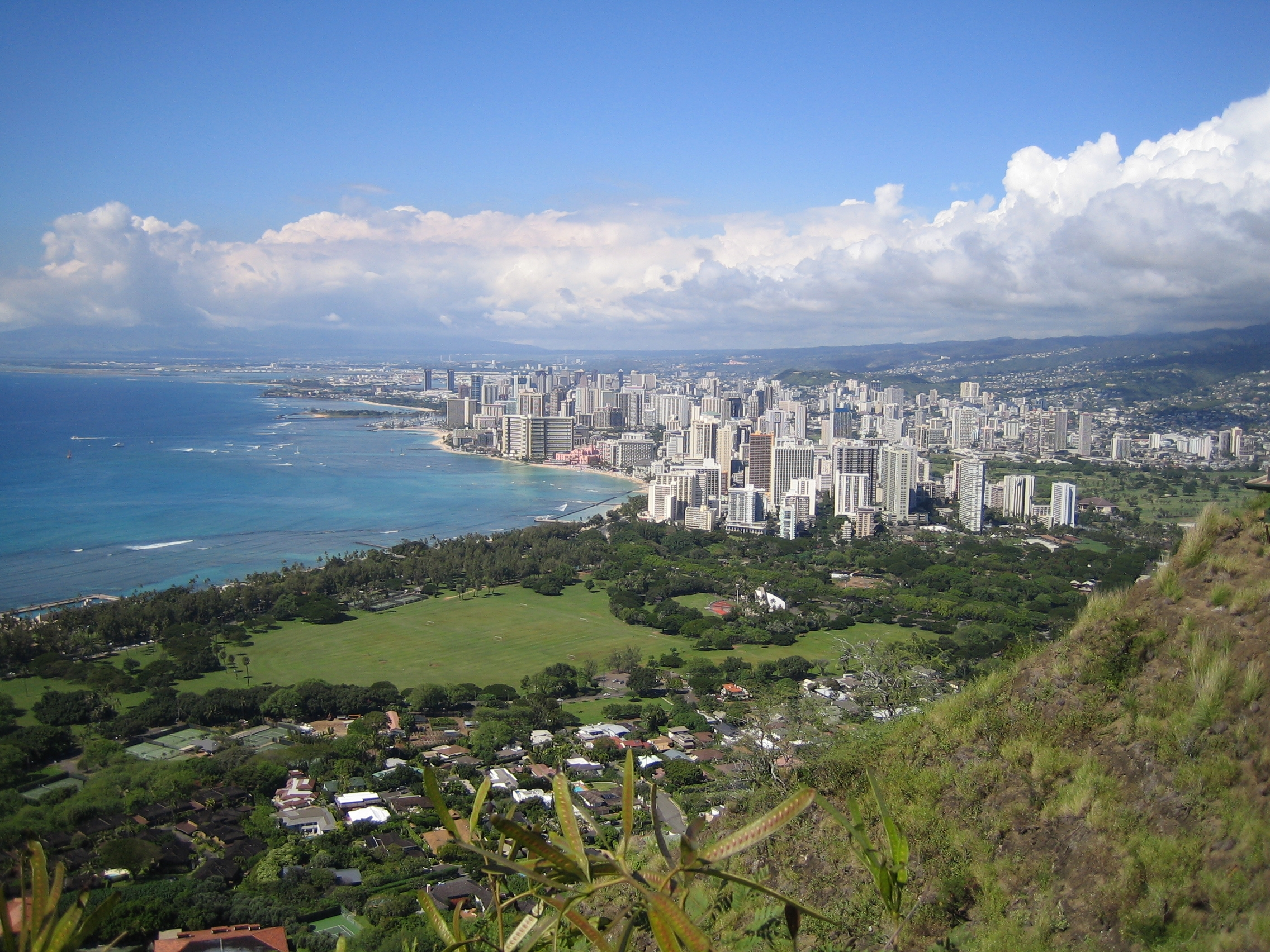
A Waikiki beach Honolulu mellett

### Népességének változása
| Lakosok száma | 154 001 | 255 912 | 368 336 | 499 794 | 768 561 | 964 691 | 1 211 537 | 1 404 054 | 1 431 603 | 1 455 271 |
|               | 1900    | 1920    | 1930    | 1950    | 1970    | 1980    | 2000      | 2013      | 2015      | 2020      |

### Vallás
Az eredetileg a helyi politeista vallást gyakorló hawaii őslakosokat az 1820-as években térítették meg az Amerikából és Európából érkezett különböző keresztény felekezetek misszionáriusai. A szigetekre települő fehérek is vagy protestánsok vagy katolikusok voltak. Az Ázsiából érkező bevándorlók magukkal hozták keleti vallásaikat, a buddhizmust, a taoizmust és a konfucianizmust is, így az állam vallási összetétele rendkívül heterogén. Jelenleg Hawaiion a lakosság 38%- a protestáns egyházakhoz tartozik (közülük a 4%-ot kitevő baptisták a legnépesebb közösség), őket követik a katolikusok 20%-kal és a buddhisták 8%-kal. Az Egyesült Államok többi részéhez képest magas a nem vallásosak aránya is, a lakosság 26%-a felekezeten kívüli.

### Jelentős városok
| Honolulu Hilo | Sorszám | Város neve    | Népesség (2020) | Sorszám | Város neve     | Népesség (2011) | Kaneohe Wailuku |
| Honolulu Hilo | 1.      | Honolulu      | 350 964         | 11.     | Kihei          | 21 423          | Kaneohe Wailuku |
| Honolulu Hilo | 2.      | East Honolulu | 50 922          | 12.     | Kapolei        | 21 411          | Kaneohe Wailuku |
| Honolulu Hilo | 3.      | Pearl City    | 45 295          | 13.     | Mililani Mauka | 21 075          | Kaneohe Wailuku |
| Honolulu Hilo | 4.      | Hilo          | 44 186          | 14.     | Makakilo       | 19 877          | Kaneohe Wailuku |
| Honolulu Hilo | 5.      | Waipahu       | 43 485          | 15.     | Kailua         | 19 713          | Kaneohe Wailuku |
| Honolulu Hilo | 6.      | Kailua        | 40 514          | 16.     | Wahiawa        | 18 658          | Kaneohe Wailuku |
| Honolulu Hilo | 7.      | Kaneohe       | 37 430          | 17.     | Wailuku        | 17 697          | Kaneohe Wailuku |
| Honolulu Hilo | 8.      | Kahului       | 28 219          | 18.     | Ewa Beach      | 16 415          | Kaneohe Wailuku |
| Honolulu Hilo | 9.      | Mililani      | 28 121          | 19.     | Halawa         | 15 016          | Kaneohe Wailuku |
| Honolulu Hilo | 10.     | Ewa Gentry    | 25 707          | 20.     | Ocean Pointe   | 14 965          | Kaneohe Wailuku |

## Gazdaság
Hawaii gazdasági szempontból az Amerikai Egyesült Államokon belül a kevésbé fejlett területek közé tartozik. Az állam GDP-je 2021-ben 90,059 milliárd $ volt, körülbelül hasonló méretű mint Szlovákia nemzeti összterméke, az egy főre jutó GDP pedig 62 474 $ volt, a magyarországi érték csaknem kétszerese. Az állam erősen függ az importcikkektől mind élelmiszerek, mind építőanyagok terén, így mivel a termékek ára tartalmazza a tengeren túlról való szállítás költségeit, a lakhatás és a megélhetési költségek magasak a fizetésekhez képest.

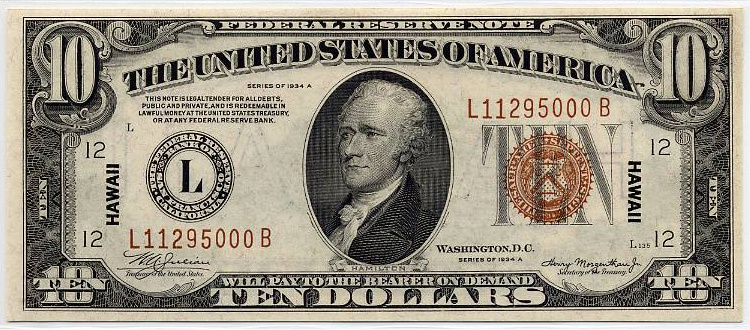
A II. világháború alatt speciálisan Hawaii számára nyomtatott 10 dolláros bankjegy.

## Kultúra
A polinéziai háromszögön belül rengeteg sziget hasonló kultúrával rendelkezik, vallás, társadalmi felépítés és mítoszok tekintetében is. Antropológusok úgy vélik, hogy az összes polinéziai egy ausztronéz proto-kultúrából ered. Az eredeti hawaii kultúra polinéz eredetű, azonban mára már csak nyomokban lelhető fel. Az őshonos hawaii kultúrát sok észak-amerikai és ázsiai hatás érte.
Az ősi Hawaii-n kasztrendszer működött, hasonlóan Indiához.

Az emberáldozat nem volt ritka.

A legismertebb hawaii tánc a hula.

A Hooponopono egy ősi hawaii gyógymód, a megbocsátás művészete, terápia a negatív gondolatok, érzelmek semlegesítésére. Hagyományosan gyógyító papok végezték a beteg személy családtagjai között.

A hawaii vallás politeista, többistenhívő, valamint animista, mely úgy tartja, hogy lelke van az állatoknak, a hullámoknak és az égnek is. Ezen felül minden családnak védelmezője van, amelyet aumakuának neveznek. A kahuna megfelelője a sámánnak, aki médiumként közvetített az istenek és szellemek felé. A kahunák gyógyítottak is az istenek útmutatása alapján.

Az ima lényeges részét képezte a hawaii életnek, házépítéskor, kenuépítéskor alkalmazták. Az imák, felajánlások, áldozatok bemutatása templomokban történt.

## Oktatás
Hawaii összes egyeteme a Hawaii Egyetemrendszer felügyelete alatt áll, ami több intézményt is működtet (többek között főiskolákat és kutatóközpontokat is) államszerte. A hálózat legnagyobb egyeteme a manoai campus.

## Érdekességek

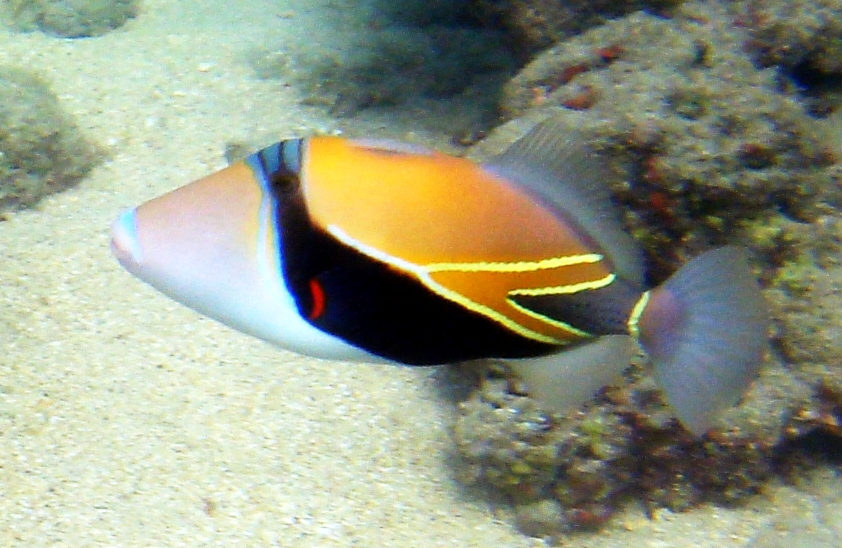
A Humuhumunukunukuapua’a hal

- Hawaii „hivatalos hala”, a Humuhumunukunukuapua’a az egyik legismertebb hosszú nevű állat. Azt szokták viccesen mondani, hogy „A név hosszabb, mint a hal.”[27][28]
- Hawaii egyike azon államoknak, ahol nincs nyári időszámítás.
- Hawaii az egyetlen állama az Amerikai Egyesült Államoknak, amely:
  - földrajzilag nem Észak-Amerikában van
  - teljesen vízzel határolt
  - szigetvilág
  - van királyi palotája